# Liste der Monuments historiques in Quiberon
Die Liste der Monuments historiques in Quiberon führt die Monuments historiques in der französischen Stadt Quiberon auf.

## Liste der Bauwerke
| Bezeichnung                                     | Beschreibung | Standort                      | Kennzeichnung | Schutzstatus | Datum | Bild |
| ----------------------------------------------- | ------------ | ----------------------------- | ------------- | ------------ | ----- | ---- |
| Allée couverte de la Pointe-de-Guéritte         |              | La Pointe-de-Guéritte (Lage)  | PA00091606    | Classé       | 1931  |      |
| Menhir von Beg-er-Goh-Lannec                    |              | Beg-er-Goh-Lannec (Lage)      | PA00091613    | Classé       | 1931  |      |
| Erster Menhir von Mané-Meur                     |              | Mané-Meur (Lage)              | PA00091614    | Classé       | 1889  |      |
| Zweiter Menhir von Mané-Meur                    |              | Mané-Meur (Lage)              | PA00091615    | Classé       | 1927  |      |
| Liegender Menhir von Mané-Meur                  |              | Mané-Meur (Lage)              | PA00091609    | Classé       | 1931  |      |
| Dolmen du Conguel                               |              | Conguel (Lage)                | PA00091607    | Classé       | 1920  |      |
| Îlot de Toul-Bras                               |              | Toul-Bras (Lage)              | PA00091608    | Classé       | 1927  |      |
| Menhir von Goulvarc’h                           |              | Parc-et-Patouen (Lage)        | PA00091610    | Inscrit      | 1978  |      |
| Menhir de la pointe d’Er-Limouzen               |              | Er Limouzen (Lage)            | PA00091612    | Classé       | 1931  |      |
| Menhir de la Pointe-de-Guéritte                 |              | (Lage)                        | PA00091611    | Classé       | 1933  |      |
| Roche naturelle de Roch-Priol                   |              | Chemin du Trion-Derias (Lage) | PA00091618    | Classé       | 1920  |      |
| Roches à cupules de la Pointe-de-Guéritte       |              | Pointe de Guéritte (Lage)     | PA00091617    | Classé       | 1931  |      |
| Roches à cupules de la Pointe Saint-Julien      |              | La Pointe Saint-Julien (Lage) | PA00091616    | Classé       | 1930  |      |
| Sépulture circulaire de la pointe d’Er-Limouzen |              | Er Limouzen (Lage)            | PA00091619    | Classé       | 1931  |      |
| Tumulus von Kerniscop                           |              | Kerniscop (Lage)              | PA00091621    | Classé       | 1931  |      |
| Tumulus von Er-Hibelle                          |              | Er-Hibelle (Lage)             | PA00091620    | Classé       | 1933  |      |
| Tumulus von Kerguoch                            |              | Kerguoch (Lage)               | PA00091622    | Classé       | 1931  |      |

## Liste der Objekte
- Monuments historiques (Objekte) in Quiberon in der Base Palissy des französischen Kultusministeriums